# Basen (film 2003)
Basen (ang. Swimming Pool) – francusko-brytyjski dramat filmowy z 2003 roku w reżyserii François Ozona. Zdjęcia kręcono w Londynie oraz w Ménerbes (departament Vaucluse).
Thriller psychologiczno-erotyczny opowiadający historię autorki kryminałów, która udaje się na wakacje do Francji, gdzie poznaje córkę swojego wydawcy. Nietypowe zachowanie młodej dziewczyny staje się inspiracją do stworzenia nowej książki.
Obraz miał swoją światową premierę w konkursie głównym na 56. MFF w Cannes. Zdobył Europejską Nagrodę Filmową dla najlepszej aktorki za rolę Charlotte Rampling.

## Obsada
- Charlotte Rampling – Sarah Morton
- Ludivine Sagnier – Julie
- Charles Dance – John Bosload
- Jean-Marie Lamour – Franck
- Marc Fayolle – Marcel